# Астафьев, Алексей Владимирович
Алексей Владимирович Астафьев (род. 26 января 1984) — российский дзюдоист, лейтенант полиции, чемпион и призёр чемпионатов России, чемпион мира среди полицейских, мастер спорта России международного класса.

## Спортивные результаты
- Мемориал Владимира Гулидова 2005 года — ;
- Мемориал Владимира Гулидова 2007 года — ;
- Мемориал Владимира Гулидова 2010 года — ;
- Мемориал Владимира Гулидова 2011 года — ;
- Мемориал Владимира Гулидова 2012 года — ;
- Чемпионат России по дзюдо 2012 года — ;
- Чемпионат России по дзюдо 2013 года — ;
- Чемпионат России по дзюдо 2015 года — ;